# Cortaillod-Kultur

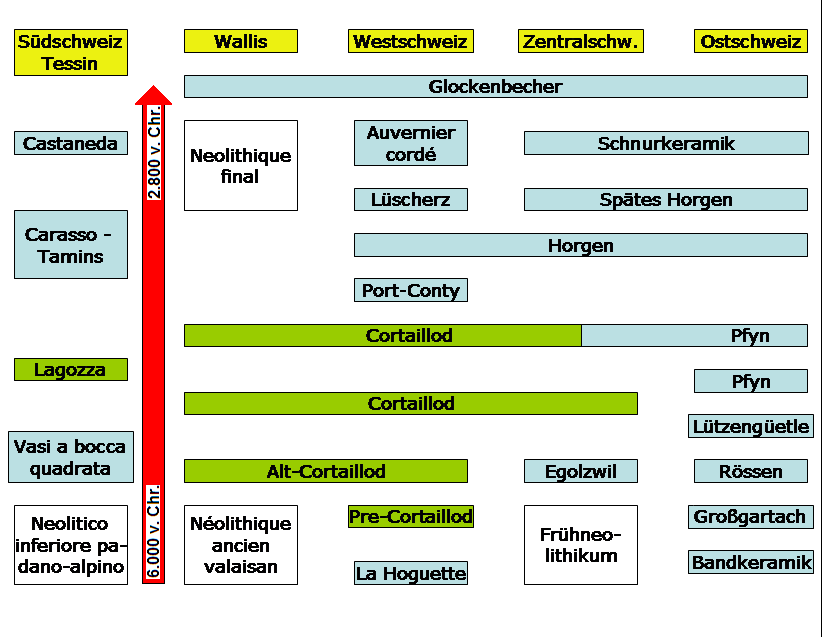
Kulturenfolge in der Schweiz

Die Cortaillod-Kultur ist Teil der Chassey-Lagozza-Cortaillod-Kultur und eine der zahlreichen archäologischen Kulturen des Neolithikums in der kulturell kleinteilig gegliederten Schweiz. Sie ist benannt nach der Seeufersiedlung Cortaillod am Westufer des Neuenburger Sees. Sie ist hauptsächlich in einem etwa 40–50 km breiten Streifen vom Genfersee bis zum Zürichsee als Seeuferkultur verbreitet.
Sie folgt dem Néolithique ancien valasian bzw. der La-Hoguette-Gruppe oder der Egolzwiler Kultur und war zum Teil zeitgleich mit der Pfyner Kultur. In einigen Regionen wurde sie aber auch durch letztere abgelöst. Das klassische Cortaillod der Zentralschweiz dauerte etwa von 4300 bis 3900 v. Chr., im Westen des Verbreitungsgebietes durch das nachlaufende Cortaillod tardif eher von 3900 bis 3500 v. Chr. Der Typ Cortaillod Port-Conty am Neuenburgersee geht sogar bis 3.300 v. Chr.
Ernährungsbasis war neben der Jagd, der Fischfang und Ackerbau mit Haustierhaltung (vorwiegend Rind). In der Seeufersiedlung Twann wurde ein 3700 Jahre altes gesäuertes Brot gefunden. Das Geräteinventar war vielfältig. Jagdwaffen waren Pfeil (die Pfeilspitzen waren dreieckig oder herzförmig mit konkaver Basis) und Bogen sowie bumerangähnliche Wurfhölzer. Den Fischfang belegen Angelhaken aus Knochen, Harpunen aus Hirschgeweih, Netzreste und Netzschwimmer. Die Bedeutung des Ackerbaus belegen Feuersteinsicheln mit Holzschaft, hölzerne Hechelkämme für Hanf und Flachs, Mahlsteine, sowie Furchengrabstöcke.
Zu den Steinwerkzeugen zählen neben Äxten und Beilen aus Felsgestein, die Feuersteinsicheln, sowie geschliffene Meissel und Dechsel. Aus Holz fertigte man Becher, Bögen, Dreschflegel, Hacken, Hechelkämme, Löffel, Pfeile, Schalen und Schlegel. Geweihe (meist Abwurfstangen) dienten als Rohmaterial für Beile, Hacken und Hämmer. Importiertes Kupfer wurde zu Beilen, Meisseln, künstlichen Perlen und Schmuckanhängern verarbeitet.
Aus Ton waren Amphoren, Backteller, Näpfe und Schüsseln mit rundem Boden und die für diese Kultur typischen Knickwandschalen. Auf manche der schwarzglänzenden Gefässe wurden mit einem teerartigen Klebstoff Birkenlamellen als Verzierung aufgeklebt.
Am Zugersee wurde in den 1990er Jahren die bisher älteste Seeufersiedlung der Schweiz entdeckt, auf 4350 bis 4000 v. Chr. datiert und anhand der Keramikfunde dem Cortaillod oder der noch älteren Egolzwil Kultur zugeordnet (AiD 1999/2). Zu den herausragenden Funden von Cham-Eslen gehört eine gelochte Doppelaxt aus Serpentinit mit einem mit Birkenrinde umwickelten Schaft. Anderenorts fanden sich eine relativ hohe Anzahl an Hundeknochen, die eine enge Beziehung am Ende der Cortaillod-Kultur zwischen Mensch und Tier nahelegt. Cortaillod und Pfyner Kultur wurden durch die Horgener Kultur abgelöst.